# Saint-Romain-de-Jalionas
Saint-Romain-de-Jalionas és un municipi francès situat al departament de la Isèra i a la regió d'Alvèrnia-Roine-Alps. L'any 2007 tenia 3.030 habitants.

## Demografia

### Població
El 2007 la població de fet de Saint-Romain-de-Jalionas era de 3.030 persones. Hi havia 1.071 famílies de les quals 182 eren unipersonals (87 homes vivint sols i 95 dones vivint soles), 344 parelles sense fills, 470 parelles amb fills i 75 famílies monoparentals amb fills.
La població ha evolucionat segons el següent gràfic:
Habitants censats

### Habitatges
El 2007 hi havia 1.133 habitatges, 1.096 eren l'habitatge principal de la família, 15 eren segones residències i 23 estaven desocupats. 1.047 eren cases i 83 eren apartaments. Dels 1.096 habitatges principals, 921 estaven ocupats pels seus propietaris, 158 estaven llogats i ocupats pels llogaters i 17 estaven cedits a títol gratuït; 3 tenien una cambra, 25 en tenien dues, 114 en tenien tres, 303 en tenien quatre i 651 en tenien cinc o més. 945 habitatges disposaven pel capbaix d'una plaça de pàrquing. A 397 habitatges hi havia un automòbil i a 656 n'hi havia dos o més.

### Piràmide de població
La piràmide de població per edats i sexe el 2009 era:
| Homes | Edats   | Dones |
| ----- | ------- | ----- |
| 0     | 95 o +  | 4     |
| 0     | 90 a 94 | 4     |
| 4     | 85 a 89 | 0     |
| 4     | 80 a 84 | 8     |
| 32    | 75 a 79 | 44    |
| 32    | 70 a 74 | 48    |
| 40    | 65 a 69 | 36    |
| 56    | 60 a 64 | 36    |
| 64    | 55 a 59 | 80    |
| 88    | 50 a 54 | 116   |
| 168   | 45 a 49 | 148   |
| 116   | 40 a 44 | 124   |
| 124   | 35 a 39 | 100   |
| 88    | 30 a 34 | 108   |
| 64    | 25 a 29 | 52    |
| 104   | 20 a 24 | 68    |
| 108   | 15 a 19 | 120   |
| 120   | 10 a 14 | 144   |
| 100   | 5 a 9   | 104   |
| 56    | 0 a 4   | 56    |

## Economia
El 2007 la població en edat de treballar era de 2.071 persones, 1.525 eren actives i 546 eren inactives. De les 1.525 persones actives 1.436 estaven ocupades (763 homes i 673 dones) i 90 estaven aturades (49 homes i 41 dones). De les 546 persones inactives 202 estaven jubilades, 192 estaven estudiant i 152 estaven classificades com a «altres inactius».

### Ingressos
El 2009 a Saint-Romain-de-Jalionas hi havia 1.110 unitats fiscals que integraven 3.079,5 persones, la mediana anual d'ingressos fiscals per persona era de 20.558 €.

### Activitats econòmiques
Dels 153 establiments que hi havia el 2007, 3 eren d'empreses extractives, 1 d'una empresa alimentària, 2 d'empreses de fabricació de material elèctric, 15 d'empreses de fabricació d'altres productes industrials, 43 d'empreses de construcció, 38 d'empreses de comerç i reparació d'automòbils, 8 d'empreses de transport, 7 d'empreses d'hostatgeria i restauració, 2 d'empreses d'informació i comunicació, 3 d'empreses financeres, 3 d'empreses immobiliàries, 16 d'empreses de serveis, 8 d'entitats de l'administració pública i 4 d'empreses classificades com a «altres activitats de serveis».
Dels 51 establiments de servei als particulars que hi havia el 2009, 1 era una oficina de correu, 8 tallers de reparació d'automòbils i de material agrícola, 1 taller d'inspecció tècnica de vehicles, 6 paletes, 4 guixaires pintors, 8 fusteries, 8 lampisteries, 9 electricistes, 1 empresa de construcció, 3 perruqueries i 2 restaurants.
Dels 7 establiments comercials que hi havia el 2009, 1 era una fleca, 1 una llibreria, 2 botigues de roba, 1 una botiga de material esportiu i 2 floristeries.
L'any 2000 a Saint-Romain-de-Jalionas hi havia 15 explotacions agrícoles que ocupaven un total de 510 hectàrees.

## Equipaments sanitaris i escolars
L'únic equipament sanitari que hi havia el 2009 era una farmàcia.
El 2009 hi havia 1 escola maternal i 1 escola elemental.

## Poblacions més properes
El següent diagrama mostra les poblacions més properes.